# فرودگاه رود ماریتسا
 فرودگاه رود ماریتسا (به انگلیسی: Rhodes Maritsa Airport) (به زبان بومی: Αερολιμένας Ρόδου - Μαριτσών) یک فرودگاه نظامی است که یک باند فرود آسفالت دارد و طول باند آن ۲۴۰۰ متر است. این فرودگاه در کشور یونان قرار دارد و در ارتفاع ۶۲ متری از سطح دریا واقع شده است.